# Río Santa Cruz
El río Santa Cruz es uno de los cursos hídricos más importantes de la Argentina. Está ubicado en la provincia de Santa Cruz. Tiene una longitud de 385 km, aunque con sus fuentes —el río La Leona y el lago Viedma— alcanza los 543 km. Algunos exploradores y estudiosos lo navegaron desde su desembocadura hasta el Lago Argentino.
Es considerado el último gran río de la Patagonia sin represas. Además, tiene la particularidad que en solo posee poblaciones humanas en su naciente cercana a El Calafate y en su desembocadura con Puerto Santa Cruz y Piedra buena.

## Hidrografía

Mapa del curso inferior y estuario.

Nace en el desagüe de los lagos Viedma y Argentino, y sus aguas son de origen glacial, provenientes del deshielo de los ventisqueros del parque nacional Los Glaciares. Sus fuentes más lejanas están en el lago Viedma (de más de 80 km de longitud), que a través del río La Leona, de 50 km de longitud, desagua en el lago Argentino (de más de 65 km de longitud).
El Santa Cruz posee un amplio valle que varía entre 3 y 15 km, con barrancas en forma de 'bardas' cuya altura llega a superar los 200 m. En el primer tramo el río recorre, en forma meandrosa, un amplio valle de factura glaciar que cuenta con tres arcos morrénicos coincidentes con sendas pulsaciones glaciarias del cuaternario. El río tiene un ancho promedio de 150 m y una profundidad entre 6 y 15 m.
El río corre por 385 km hacia el este antes de alcanzar el océano Atlántico, en el que desemboca en un profundo estuario, que comparte con el río Chico.
El río Santa Cruz tiene un caudal de 790 m³/s en promedio, y es utilizado para irrigación. 
Las aguas del río Santa Cruz están alimentadas por las precipitaciones (de nieves y lluvias) en sus cabeceras glaciares del campo de hielo continental. El pico de creciente se da entre noviembre y marzo y su estiaje en septiembre. Además, su cuenca es la más importante de la Argentina, luego de la cuenca del Plata y de la del río Negro.

## Historia
La primera expedición que alcanzó la boca del río Santa Cruz fue la de Magallanes-Elcano en 1520. Precisamente, fue en la boca de ese río donde naufragó uno de sus buques (la nave Santiago) y fue el mismo Hernando de Magallanes el que lo bautizó "Río de la Santa Cruz" antes de continuar su viaje alrededor del Mundo.
Gracias a los datos cartográficos suministrados por la expedición de Magallanes, el 6 de enero de 1526 llegaría a este río el navegante Juan Sebastián Elcano al mando de cinco naves pertenecientes a la expedición de García Jofre de Loaísa.
A partir de entonces, numerosas navegaciones españolas, holandesas, inglesas, francesas y portuguesas alcanzarían la zona, aunque no se registrarían poblamientos permanentes en el área.
El 13 de abril de 1834, el HMS Beagle se ancló en la desembocadura del río para realizar reparaciones. Mientras estas se llevaban a cabo el capitán FitzRoy decidió iniciar una expedición por el río con el propósito de encontrar sus fuentes —que están a 300 km de distancia junto a los Andes— como parte de su viaje de estudio. Tres botes partieron el 18 de abril, llevando veinticinco hombres, entre ellos el capitán Robert Fitz Roy y el naturalista Charles Darwin. Todos los involucrados tomaron su turno en equipos para el arrastre de los botes río arriba por 16 días. Darwin tomó buena nota de todo, incluyendo el terreno alrededor del río, de la flora y fauna de la región, y la geología expuesta por el río al surcar a través de las llanuras.

22 de abril. - El país seguía siendo igual, y era grandemente aburrido. La similitud completa de la producción en toda la Patagonia es una de sus características más llamativas. Las llanuras uniformes de árida gravilla sostienen las mismas plantas enanas y cohibidas, y en los valles crecen los mismos arbustos espinosos. En todas partes vemos las mismas aves e insectos. Incluso las mismas orillas del río y de los arroyos que entran en él, apenas se animan con un tono más brillante de color verde. La maldición de la esterilidad cubre la tierra, y el agua que fluye sobre un lecho de guijarros participa de la misma maldición. Por lo tanto el número de aves acuáticas es muy escaso, porque no hay nada para mantener la vida en la corriente de este río estéril.

El Capitán Robert Fitz Roy había dado a principio del viaje a Darwin el libro Principios de Geología de Charles Lyell y que daba lugar a la interpretación de la geología presente a la luz de los procesos lentos y graduales. Al ver las mesetas escalonadas, Darwin se convenció de que había habido un proceso intermitente; estaba convencido de que ese valle sólo podía haber sido cortado por los mares durante largos siglos y de que el valle debió estar inundado por el mar formando un canal marino que atravesaba el continente del Atlántico al Pacífico. 
Debido a las características del río en su curso alto, la expedición terminó y el bote se dio la vuelta. Pero si hubiesen llegado un poco más lejos habrían descubierto la verdadera fuente del río, el lago Argentino, un lago glacial a los pies de la cordillera. Esto nunca descubriría y Darwin se aferró a las conclusiones exigidas por sus propuestas.
La expedición por el río Santa Cruz recorrió unas 140 millas (230 km).
Darwin dice haber llegado a 30 minutos de las montañas en la referencia siguiente. El valle del río corta a través de 91 m de basalto, que se redujo en un desbordamiento del lago glaciar y no por procesos lentos y graduales. El valle del río Santa Cruz se cree que se ha orginado de manera similar al lago glacial Missoula (ubicado en el noroeste de los Estados Unidos), como inundaciones glaciales catastróficas.
Con la instalación de la factoría de Luis Piedra Buena en 1859, se registra el primer poblamiento permanente de la boca del río Santa Cruz, al que le seguirán otros como lo fue la fallida Colonia Rouquaud en 1872-1874, Paso Ibáñez (hoy Comandante Luis Piedrabuena) y la misma Puerto Santa Cruz, levantada a poca distancia de las ruinas del emprendimiento Rouquaud.